# Bus mastering
Le bus mastering (le « contrôle du bus ») est un mode de fonctionnement pour un bus informatique, qui permet à un périphérique connecté au bus, le bus master (le « contrôleur du bus »), de communiquer directement avec un autre périphérique présent sur le bus sans passer par le processeur. Le bus PCI gère ce mode de fonctionnement, qui est notamment utilisé par les contrôleurs IDE, les cartes réseau, les cartes graphiques PCI, etc.
La plupart des bus actuels, permettent le bus mastering, car cela permet d'augmenter significativement les performances sur un système d'exploitation classique, mais peut poser de gros problèmes sur un système d'exploitation temps réel, car le kernel ne voit plus passer les It et ne peut donc pas gérer les priorités[réf. nécessaire].
Le DMA (Direct Memory Access, accès direct à la mémoire) est une forme simple de bus mastering, où le processeur délègue l'usage de la lecture ou de l'écriture d'une partie de la mémoire à un périphérique, qui lui dira ensuite quand il aura fini de l'utiliser